# راندي ترافيس
راندي ترافيس (بالإنجليزية: Randy Travis)‏ هو كاتب أغاني ومغن ومؤلف وموسيقي ومغني وممثل أمريكي، ولد في 4 مايو 1959 بمارشفيل في الولايات المتحدة. من الجوائز التي نالها جائزة الموسيقى الأمريكية لألبوم الكانتري المفضل ‏ سنة 1988 وجائزة الموسيقى الأمريكية لألبوم الكانتري المفضل ‏ سنة 1989 وجائزة الموسيقى الأمريكية لألبوم الكانتري المفضل ‏ سنة 1990 وجائزة فنان الكانتري المفضل ‏ سنة 1988 وجائزة فنان الكانتري المفضل ‏ سنة 1989 وجائزة فنان الكانتري المفضل ‏ سنة 1990 وجائزة بيبول تشويس لفنان الكانتري المفضل ‏ سنة 1990 وجائزة أغنية الكانتري المنفردة المفضلة ‏ سنة 1988 وجائزة أغنية الكانتري المنفردة المفضلة ‏ سنة 1989 وجائزة أغنية الكانتري المنفردة المفضلة ‏ سنة 1990 وجائزة غرامي لأفضل تعاون صوتي في موسيقى الكانتري ‏ سنة 1998 وجائزة غرامي لأفضل تعاون صوتي في موسيقى الكانتري ‏ سنة 2009 وجائزة جرامي لأفضل أداء صوتي ذكر كانتري ‏ سنة 1987 وجائزة جرامي لأفضل أداء صوتي ذكر كانتري ‏ سنة 1988 وGrammy Award for Best Southern, Country or Bluegrass Gospel Album ‏ سنة 2003 وGrammy Award for Best Southern, Country or Bluegrass Gospel Album ‏ سنة 2004 وGrammy Award for Best Southern, Country or Bluegrass Gospel Album ‏ سنة 2006.

## أعمال

### أفلام
- (1997) صانع المطر[13]

### مسلسلات
- الساحرة المراهقة سابرينا

## جوائز وترشيحات
جوائز
- جائزة الموسيقى الأمريكية لألبوم الكانتري المفضل [الإنجليزية]‏ (1988)
- جائزة الموسيقى الأمريكية لألبوم الكانتري المفضل [الإنجليزية]‏ (1989)
- جائزة الموسيقى الأمريكية لألبوم الكانتري المفضل [الإنجليزية]‏ (1990)
- جائزة فنان الكانتري المفضل [الإنجليزية]‏ (1988)
- جائزة فنان الكانتري المفضل [الإنجليزية]‏ (1989)
- جائزة فنان الكانتري المفضل [الإنجليزية]‏ (1990)
- جائزة بيبول تشويس لفنان الكانتري المفضل [الإنجليزية]‏ (1990)
- جائزة أغنية الكانتري المنفردة المفضلة [الإنجليزية]‏ (1988)
- جائزة أغنية الكانتري المنفردة المفضلة [الإنجليزية]‏ (1989)
- جائزة أغنية الكانتري المنفردة المفضلة [الإنجليزية]‏ (1990)
- جائزة غرامي لأفضل تعاون صوتي في موسيقى الكانتري [الإنجليزية]‏ (1998)
- جائزة غرامي لأفضل تعاون صوتي في موسيقى الكانتري [الإنجليزية]‏ (2009)
- جائزة جرامي لأفضل أداء صوتي ذكر كانتري [الإنجليزية]‏ (1987)
- جائزة جرامي لأفضل أداء صوتي ذكر كانتري [الإنجليزية]‏ (1988)
- Grammy Award for Best Southern, Country or Bluegrass Gospel Album [الإنجليزية]‏ (2003)
- Grammy Award for Best Southern, Country or Bluegrass Gospel Album [الإنجليزية]‏ (2004)
- Grammy Award for Best Southern, Country or Bluegrass Gospel Album [الإنجليزية]‏ (2006)

ترشيحات
- جائزة غرامي لأفضل ألبوم كانتري (2008)
- Juno Award for International Entertainer of the Year [الإنجليزية]‏ (1990)
- جائزة فنان العام من جمعية موسيقى الكانتري [الإنجليزية]‏ (1987)
- جائزة فنان العام من جمعية موسيقى الكانتري [الإنجليزية]‏ (1988)
- جائزة فنان العام من جمعية موسيقى الكانتري [الإنجليزية]‏ (1989)
- جائزة فنان العام من جمعية موسيقى الكانتري [الإنجليزية]‏ (1990)
- جائزة أغنية الكانتري المنفردة المفضلة [الإنجليزية]‏ (1987)
- جائزة غرامي لأفضل تعاون صوتي في موسيقى الكانتري [الإنجليزية]‏ (1990)
- جائزة جرامي لأفضل أداء صوتي ذكر كانتري [الإنجليزية]‏ (1986)
- جائزة جرامي لأفضل أداء صوتي ذكر كانتري [الإنجليزية]‏ (1989)
- جائزة جرامي لأفضل أداء صوتي ذكر كانتري [الإنجليزية]‏ (1990)
- جائزة جرامي لأفضل أداء صوتي ذكر كانتري [الإنجليزية]‏ (1992)
- جائزة جرامي لأفضل أداء صوتي ذكر كانتري [الإنجليزية]‏ (2003)

## وصلات خارجية
- راندي ترافيس على موقع IMDb (الإنجليزية)
- راندي ترافيس على موقع الموسوعة البريطانية (الإنجليزية)
- راندي ترافيس على موقع ألو سيني (الفرنسية)
- راندي ترافيس على موقع ميوزك برينز (الإنجليزية)
- راندي ترافيس على موقع رولينغ ستون (الإنجليزية)
- راندي ترافيس على موقع أول موفي (الإنجليزية)
- راندي ترافيس على موقع قاعدة بيانات الأفلام السويدية (السويدية)
- راندي ترافيس على موقع إن إن دي بي (الإنجليزية)
- راندي ترافيس على موقع أول ميوزيك (الإنجليزية)
- راندي ترافيس على موقع ديسكوغز (الإنجليزية)